# Abdij van Saint-Roman

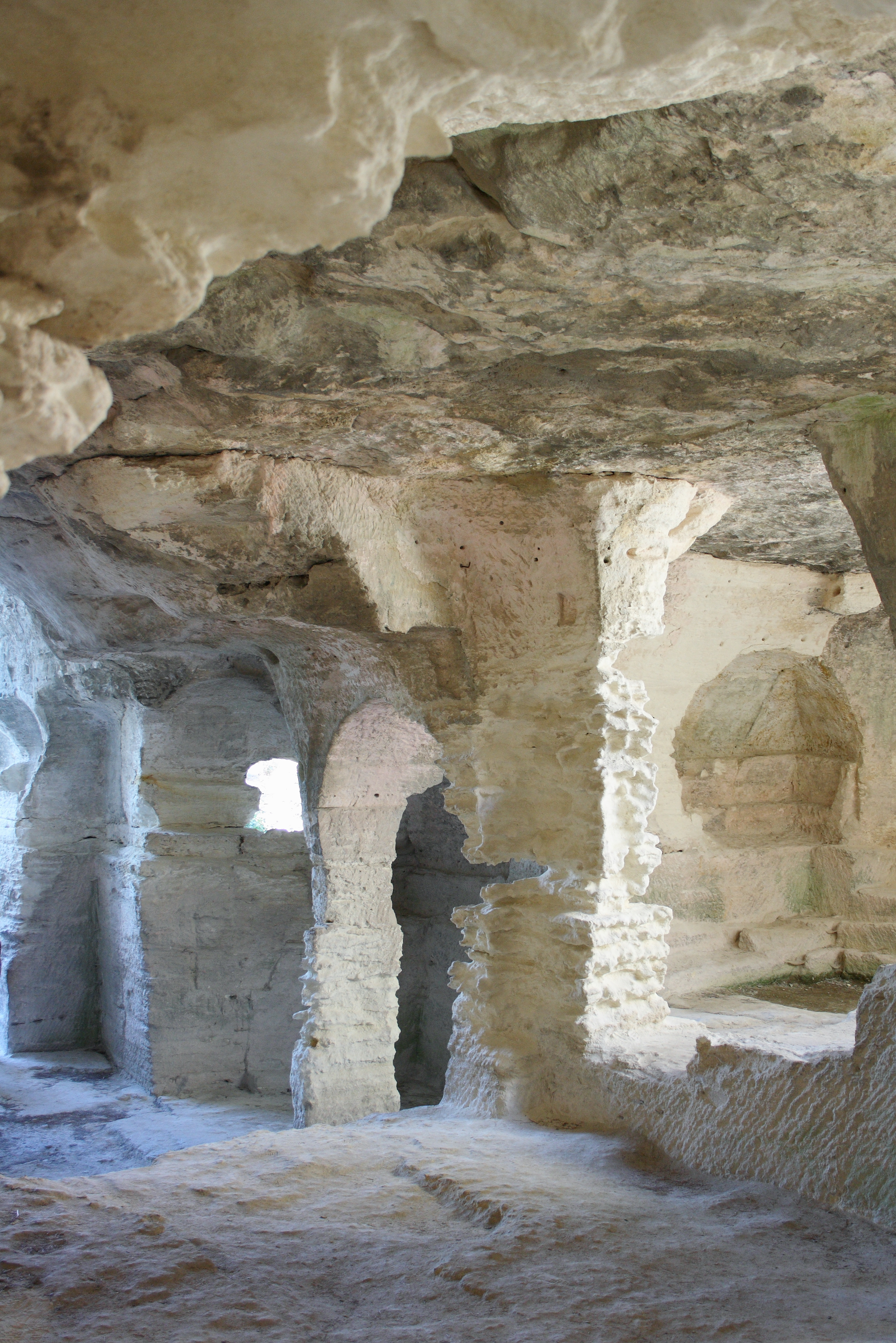
Eén van de ruimten in de Saint-Roman

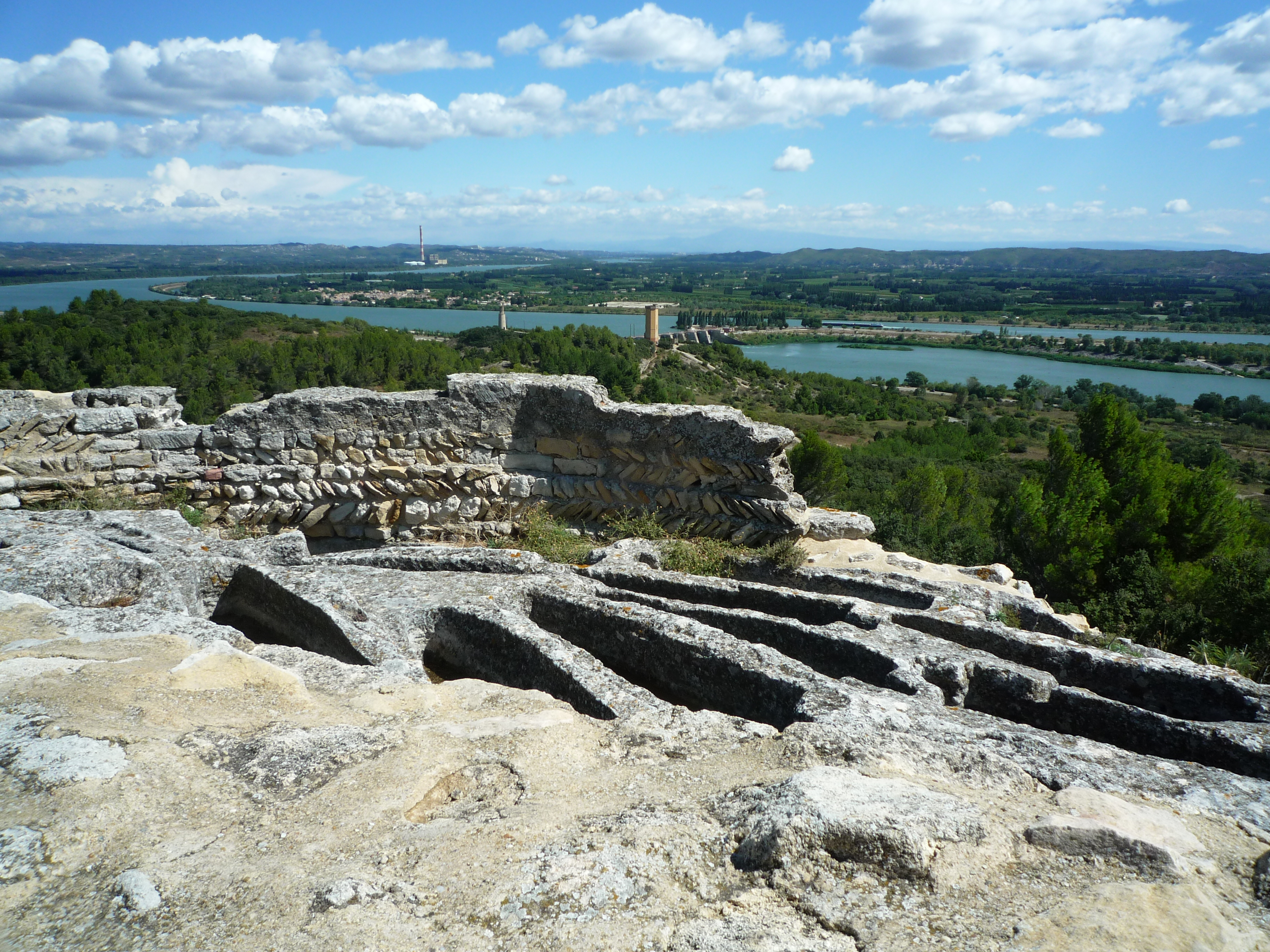
boven op de Saint-Roman: uitgehakte graven en uitzicht op de Rhone

De Abdij van Saint-Roman is een oud klooster in de heuvels langs de Rhône ten noorden van Beaucaire.
De geschiedenis van de abdij gaat terug tot de vijfde eeuw, toen kluizenaars daar gingen wonen. Later werd de abdij overgenomen door de benedictijnen, die er tot in de vijftiende eeuw bleven.
De manier waarop de abdij gebouwd is, is uniek in West-Europa. Ze is niet op de rotsen gebouwd, maar in de loop van de jaren door de kluizenaars en de monniken daarin uitgehakt.
In de rotsen boven het klooster bevinden zich uitgehakte graven, waarin de overleden kloosterlingen begraven werden.